# Заріччя (Мостиська міська громада)
Заріччя — село в Україні, у Яворівському районі Львівської області. Населення становить 670 осіб. Орган місцевого самоврядування — Мостиська міська рада.

## Населення

### Мова
Розподіл населення за рідною мовою за даними перепису 2001 року:
| Мова       | Кількість | Відсоток |
| ---------- | --------- | -------- |
| українська | 669       | 99.85%   |
| російська  | 1         | 0.15%    |
| Усього     | 670       | 100%     |

## Народилися
- Лейбе Вейсберг (1836  - 1921)  - дідо французького художника Леона Вейсберг (1893 - 1941)